# Glenea lateochreovittata
Glenea lateochreovittata là một loài bọ cánh cứng trong họ Cerambycidae.